# Quadricorrente
In fisica, in particolare in elettrodinamica, la quadricorrente è il quadrivettore Lorentz covariante la cui componente temporale è la densità di carica elettrica e quella spaziale è la densità di corrente elettrica.

## Definizione
La quadricorrente è un quadrivettore definito come:
{\displaystyle J^{a}=\left(c\rho ,\mathbf {j} \right)=\left(c\rho ,j^{1},j^{2},j^{3}\right)}
dove {\displaystyle c} è la velocità della luce, {\displaystyle \rho } la densità di carica e {\displaystyle \mathbf {j} } la densità di corrente, mentre {\displaystyle a} denota le dimensioni spaziotemporali.
La quadricorrente può essere espressa in funzione della quadrivelocità {\displaystyle U^{\alpha }} come:
{\displaystyle J^{\alpha }=\rho _{0}U^{\alpha }=\rho {\sqrt {1-{\frac {u^{2}}{c^{2}}}}}U^{\alpha }}
dove la densità di carica {\displaystyle \rho } è misurata da un osservatore fermo che vede muoversi la corrente elettrica, mentre {\displaystyle \rho _{0}} è misurata da un osservatore posto nel sistema di riferimento in moto delle cariche, che si muove ad una velocità {\displaystyle u=\|\mathbf {u} \|} pari alla norma della componente spaziale di {\displaystyle U^{\alpha }}.
La quadricorrente può essere definita anche per una carica puntiforme {\displaystyle q} in moto con legge oraria {\displaystyle {\vec {z}}(s)} se si assume che la densità di carica ad essa associata sia:
{\displaystyle \rho (\mathbf {x} )=q\delta ^{(3)}(\mathbf {x} -\mathbf {z} (s))}
dove il simbolo {\displaystyle \delta ^{(3)}} indica la distribuzione Delta di Dirac tridimensionale. In questo caso si ha che, detta {\displaystyle z^{\mu }(s)} una componente della parametrizzazione della curva di universo della particella, la giusta definizione per la corrente ad essa associata è:
{\displaystyle J^{\mu }(x)=cq\int _{-\infty }^{+\infty }{\frac {dz^{\mu }(s)}{ds}}\delta ^{(4)}(x-z(s))ds}
In questa formula, le grandezze {\displaystyle x} e {\displaystyle z} vanno intese come quadrivettori, mentre {\displaystyle s} è un parametro arbitrario.
In relatività generale la quadricorrente è definita come la divergenza del vettore spostamento elettromagnetico, dato da:
{\displaystyle {\mathcal {D}}^{\mu \nu }\,=\,{\frac {1}{\mu _{0}}}\,g^{\mu \alpha }\,F_{\alpha \beta }\,g^{\beta \nu }\,{\sqrt {-g}}\qquad J^{\mu }=\partial _{\nu }{\mathcal {D}}^{\mu \nu }}

## Equazione di continuità
In relatività speciale la legge di conservazione della carica, che nel limite non relativistico è espressa dall'equazione di continuità, assume la seguente forma tensoriale:
{\displaystyle \partial _{\alpha }\cdot J=\partial _{a}J^{a}={\frac {\partial \rho }{\partial t}}+\nabla \cdot \mathbf {j} =0}
dove {\displaystyle \partial _{\alpha }} è il quadrigradiente, dato da:
{\displaystyle \partial _{\alpha }\ =\left({\frac {1}{c}}{\frac {\partial }{\partial t}},\nabla \right)\qquad \partial _{a}J^{a}=\sum _{i=0}^{3}\partial _{i}J^{i}}
L'equazione di continuità si può scrivere anche come:
{\displaystyle J^{a}{}_{,a}=0}
dove {\displaystyle ;} denota la derivata covariante.